# 文国栋
文国栋（1969年8月—），男，汉族，青海湟中人，中华人民共和国政治人物。
文国栋毕业于青海省湟中县师范学校，早年在家乡湟中县担任中学教师，后来调入县广电局。他曾长期从事秘书工作，在中共湟中县委办公室、中共海东地委办公室、中共海北州委办公室等单位担任秘书，官至中共海北州委办公室主任。之后，他先后担任中共门源县委书记、中共玉树州委书记、中共海西州委书记。2020年7月，文国栋升任青海省副省长，兼任中共海西州委书记、青海省柴达木循环经济试验区党工委书记。然而，升为副省级未满两个月，文国栋在同年9月初向中央纪委国家监委自首。

## 生平
文国栋1987年毕业于青海省湟中县师范学校并参加工作。官方简历中，1987年至1989年文国栋的职务不一，一种版本称他在湟中县上新庄申南小学、初级中学任教，另一版本的简历中他是湟中县上新庄教委干部。
1989年7月，文国栋离开学校系统，调入湟中县广电局，担任广电局办公室秘书、广播站记者。1991年3月，他调入中共湟中县委办公室，担任秘书。湟中县当时属海东地区（1999年，湟中县改属西宁市）。1991年11月，文国栋调入中共海东地委办公室任秘书。1993年9月，他升为秘书科副科长。他后来升任秘书科科长。在海东地区工作期间，他自1993年8月至1995年12月在中共中央党校函授学院学习经济管理专业。
1996年4月，文国栋调动到海北藏族自治州工作，在中共海北州委办公室任正科级秘书。同年7月，他升为中共海北州委办公室副县级督查员。1998年8月，他再次升官，成为中共海北州委办公室主任。1999年9月至2002年7月，他参加中共中央党校函授学院党员领导干部在职研究生班，专业为经济管理。2000年3月至6月，他在中共青海省委党校参加了第22期中青班。2000年12月起，他兼任中共海北州委副秘书长。2001年6月，文国栋被派往海北州下辖的门源回族自治县，出任中共门源县委书记。据报道，当时他是全青海省最年轻的县委书记。2003年4月至7月，他参加了中共中央党校县委书记培训班。2003年4月起，他兼任门源县人大常委会主任。同年7月至2006年7月，他在中共中央党校研究生院取得法学专业在职研究生学历。
2005年8月，文国栋前往海西蒙古族藏族自治州工作，升任中共海西州委常委、组织部长。2009年5月，他改任中共海西州委常委兼海西州常务副州长。
2010年4月，他转往玉树藏族自治州，出任中共玉树州委副书记、政法委书记。据报道，由于当时玉树州发生地震，这次人事任命无法完成例行程序，没有召开大会，也没有任命书。地震次日，时任中共青海省委常委、组织部长齐玉在救灾指挥部帐篷中宣布了任命。地震当天赶往震区的第一班飞机上，青海省政府秘书长高华紧急将文国栋任命为青海省玉树抗震救灾指挥部综合协调组副组长。2012年，他不再兼任中共玉树州政法委书记，仍担任中共玉树州委副书记，明确为正厅级。2013年2月，他被任命为中共玉树州委书记。
2015年7月，他回到海西州，出任中共海西州委书记，同时兼任青海省柴达木循环经济试验区党工委书记。
2020年7月22日，文国栋升任青海省副省长，成为副部级干部，同时担任中共海西州委书记、青海省柴达木循环经济试验区党工委书记。文国栋在青海省的九名副省长中排名最后。

### 落马
2020年9月6日，文国栋因涉嫌严重违纪违法，主动投案，接受中央纪委国家监委纪律审查和监察调查。他成为了中共十九大之后青海省落马的第一位省部级高官。媒体报道，知情人透露文国栋接受调查可能源于木里矿区非法采矿问题。此前，海西州、柴达木循环经济试验区的多名干部在8月份接受调查，涉案民营企业兴青工贸工程集团有限公司董事长马少伟等高层被控制。据称，文国栋与马少伟同是湟中县人，关系不错。
2021年1月4日，文国栋受到开除党籍开除公职（双开）处分，同时他的人大代表资格也被终止。2月，文国栋涉嫌受贿一案由国家监察委员会调查终结，经最高人民检察院指定，由重庆市人民检察院第一分院向重庆市第一中级人民法院提起公诉。7月16日，重庆第一中级人民法院一审公开开庭审理了文国栋受贿一案，检方指控：2009年至2020年，文国栋利用职务上的便利，为相关单位和个人在企业经营、工程承揽等事项上提供帮助，非法收受他人给予的财物共计折合人民币1991.8732万元。文国栋当庭表示认罪悔罪。
2022年3月29日，重庆市第一中级人民法院一审公开宣判，以受贿罪判处文国栋有期徒刑十一年，并处罚金人民币二百万元；对文国栋受贿所得财物及其孳息依法予以追缴，上缴国库。法庭认为，文国栋的行为受贿罪，但鉴于他有自首行为，受贿37万余元系未遂，认罪悔罪，积极退赃，赃款赃物已全部追缴，具有法定、酌定从轻处罚情节，依法可以对其从轻处罚。

## 个人生活
据中共玉树州委宣传部开办的玉树州新闻网报道，文国栋喜爱写诗，每日睡前会花一个小时读《诗选》或《读者文摘》，民族出版社在2007年出版了他的作品集《金露梅：文国栋诗歌选》；他最喜欢中国中央电视台的《动物世界》、《人与自然》两档节目。